# Satna (distrikt)
Satna är ett distrikt i Indien.   Det ligger i delstaten Madhya Pradesh, i den centrala delen av landet, 600 km sydost om huvudstaden New Delhi. Antalet invånare är 2 228 935.
Följande samhällen finns i Satna:
- Satna
- Maihar
- Nāgod
- Amarpātan
- Kothi
- Kotār
- Mādhogarh